# Sovetsk (óblast de Kírov)
Sovetsk (en ruso: Советск, en mari: Кукарка Kukarka) es una ciudad del óblast de Kírov, en Rusia, centro administrativo del raión homónimo. Está situada sobre la orilla derecha del río Pizhma en su confluencia con el Viatka, a 137 km al sur de Kírov, capital del óblast.

## Historia
Kukarka fue fundada por el pueblo mari como una fortaleza. En el siglo XII era la capital del principado local de Chumbylat, un líder y guerrero mari. La ciudad fue ocupada en 1594 por los rusos en su colonización de la tierra de los mari. Se convertiría, con el tiempo, en una slobodá de la gobernación de Viatka del Imperio ruso. Se convirtió en un asentamiento de tipo urbano en 1918 y en ciudad en 1937.
Los orígenes del nombre Kukarka no están del todo claros. Probablemente provenga de las palabras mari "kü" (piedra) y "karman" (fortaleza) o de "kugyrak" (grande). También se han barajado teorías de un origen udmurto ("kar" = ciudad) o túrquico ("kukar" = bosque quemado). No está relacionado con la palabra rusa "кухарка" ("kujarka", cocinera).

## Demografía
| Gráfica de evolución de Sovetsk entre 1620 y 2018 |
|                                                   |

| 1897  | 1939   | 1959   | 1970   | 1979   | 1989   | 2002   | 2007   |
| ----- | ------ | ------ | ------ | ------ | ------ | ------ | ------ |
| 3 875 | 10 800 | 14 700 | 17 000 | 18 400 | 19 368 | 18 167 | 16 500 |

## Personalidades

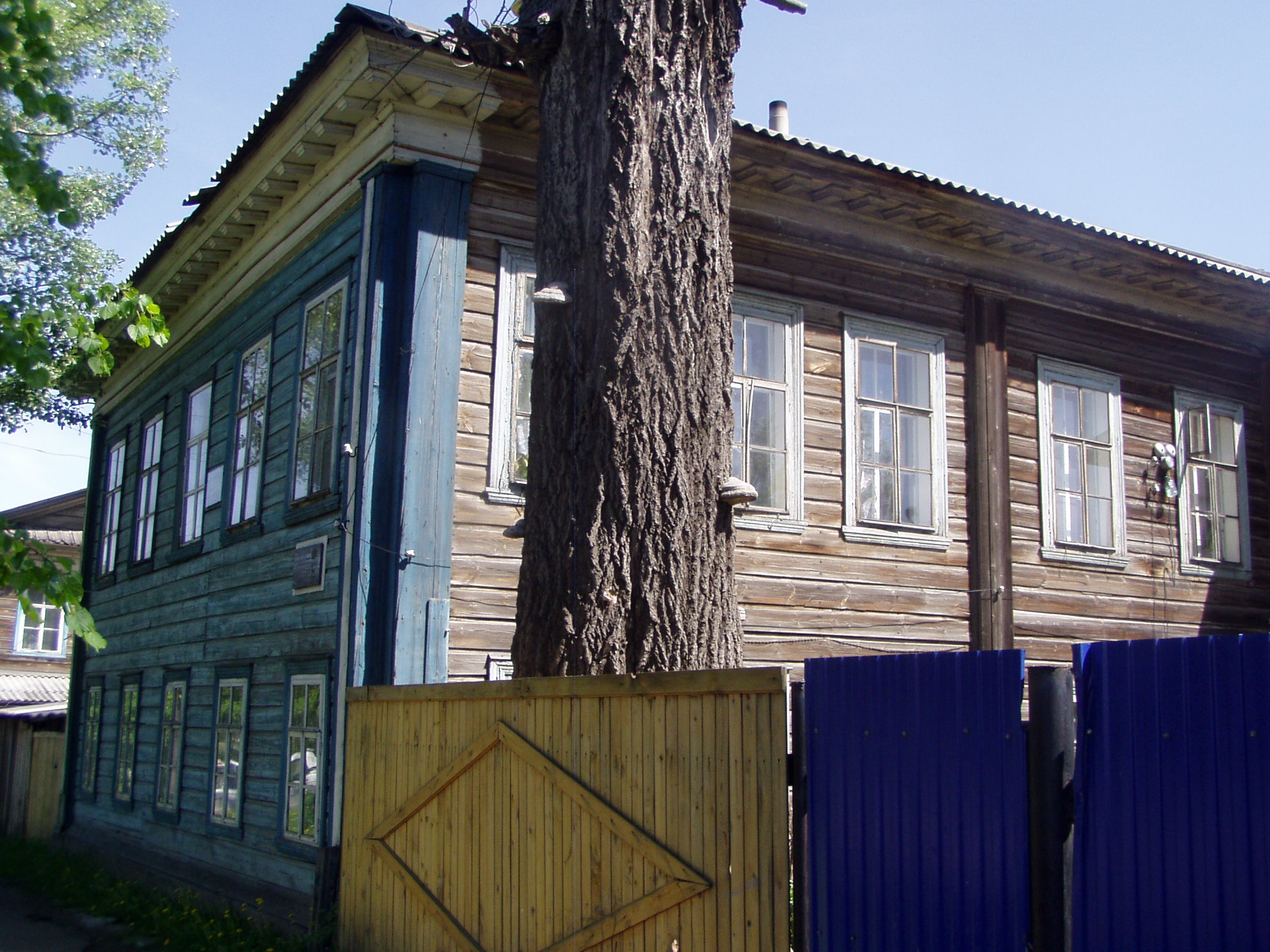
Casa de los Mólotov.

- Alekséi Rýkov (1881-1938), político.
- Viacheslav Mólotov (1890-1986), político.
- Borís Shishkin (1886-1963), botánico.